# مسجد لاور
مسجد لاور (مسجد جامع) مسجدی تاریخی واقع در روستای لاور شیخ از توابع بخش کوخرد
شهرستان بستک در غرب استان هرمزگان، یکی از آثارهای تاریخی و از نقاط دیدنی استان هرمزگان در جنوب ایران است.
«مسجد تاریخی لاور شیخ» در ضلع جنوبی غربی «روستا» واقع شده‌است. بنای این مسجد برسبک معماری قدیم وسقف بغدادی می‌باشد. این مسجد چند بار مرمت شده‌است، تاریخ بنای آن دقیقاً مشخص نیست، برخی گویند که از بناهای دورهٔ صفویه است، و برخی دیگر گویند که تاریخ این بنا به دورهٔ قاجاریه بر می‌گردد. در ساختمان این مسجد، از سبک معماری و شبستان مساجد تقلیدی بستک تقلید شده‌است. شبستان و ستون‌ها چهار ضلعی هستند. مصالح به کار رفته در بنای سنگ و گچ، آهک و سقف مسجد از چوب مخصوصی به نام صندل یا (چندل) که از هندوستان و مومباسا آورده می‌شد ساخته شده‌است. در مواردی از جمله پوشش بیرونی پایه‌ها از ساروج نیزاستفاده شده‌است. مسجد مذکور دارای منبر و محرابی با تزیینات گچبری زیبا می‌باشد، اما مسجد فاقد مناره است.